# Riego en el Perú
El riego en el Perú ha sido (y se espera que continúe siendo) un factor determinante en el incremento de la seguridad alimentaria, el crecimiento agrícola y productivo, y el desarrollo humano en las zonas rurales del país. Los recursos hídricos y la infraestructura hidráulica para riego está distribuida de manera desigual por el país, lo que crea realidades muy diferentes. La costa, de tierra fértil pero seca, posee grandes infraestructuras hidráulicas fruto de inversiones destinadas al desarrollo de regadíos para fomentar exportaciones. La sierra y la región Amazónica, con abundantes recursos hídricos pero poca o rudimentaria infraestructura para riego, poseen minifundios con cultivos destinados a mercados locales o subsistencia. Una gran parte de su población es pobre. 
El Gobierno peruano está llevando a cabo varios programas que tienen como objetivo hacer frente a los desafíos clave del sector riego, incluyendo: (i) el deterioro de la calidad del agua, (ii) poca eficiencia de los sistemas de riego y drenaje, (iii) marcos institucionales y jurídicos débiles, (iv) costes de operación y mantenimiento por encima de la recaudación tarifaria, (v) vulnerabilidad frente a la variabilidad y cambio climático, incluidas condiciones climáticas extremas y retroceso de los glaciares.

## Importancia del riego para el desarrollo agrícola y rural

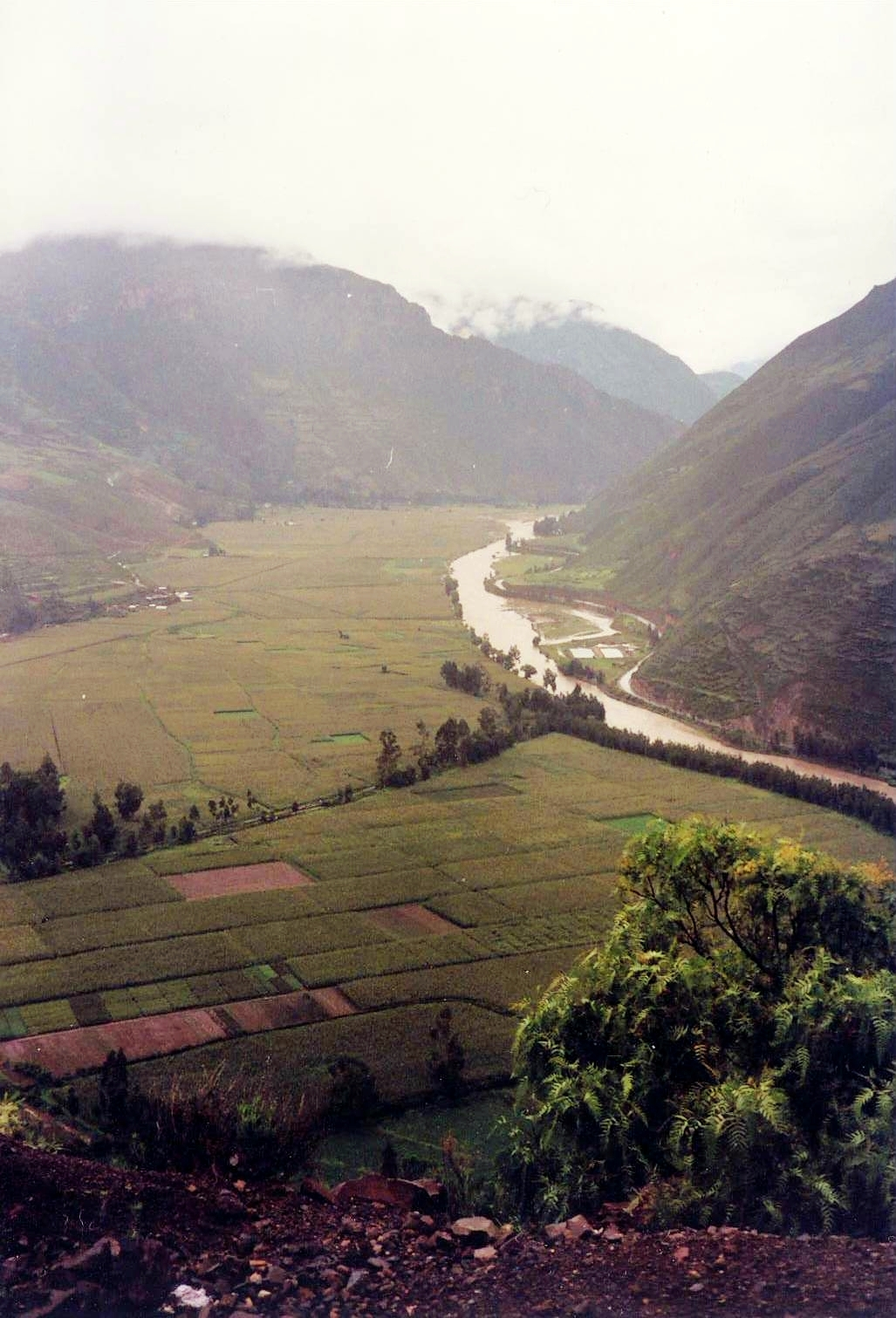
Riego en el Río Urubamba (julio del 2010).

Según The Economist, Perú posee la economía de más rápido crecimiento de América del Sur. Este comportamiento es el resultado de los precios récord de las exportaciones de minerales así como de productos más nuevos, como mangos y alcachofas. La agricultura de regadío es cada vez más importante en el desarrollo y crecimiento de Perú, en especial después del período de estancamiento y desarrollo limitado en las décadas de los 70 y 80. La agricultura emplea al 30% de la población de Perú y representa más del 13% del PIB y más del 10% de las exportaciones totales (1.600 millones US$ en 2005). Dos tercios del PIB agrícola se producen en la costa del Pacífico, una región totalmente dependiente del riego debido a las pocas precipitaciones. Los cultivos de alto valor y la tecnología de riego han tenido un gran impacto en el desarrollo rural de la costa. En 2001, la pobreza rural de la región era del 5,2%. A pesar del crecimiento, la pobreza disminuyó sólo de manera lenta en la región andina, donde la pobreza alcanza el 70 por ciento de la población, y muchos indígenas permanecen atados a una agricultura de subsistencia en minifundios que producen solo un tercio del PIB agrícola del país. 
El riego desempeña un papel fundamental en el aumento de la producción y diversificación agrícolas, en el empleo rural y en la garantía de alimentos. Hay una necesidad de proporcionar servicios de riego seguros y rentables, así como mejorar la gestión de recursos hídricos. Según el Eco. Francisco Costa Esparza, representante para la Región Norte de Amértica Latina de la FAO – Organización de Agricultura y Alimentación de la ONU, el gobierno del presidente Alan García ha establecido un objetivo ambicioso para reducir la pobreza al 30% al final de su mandato, en 2011. Por primera vez en tres décadas, el Estado tiene dinero para invertir y (con la ayuda del Banco Mundial) el Gobierno ha elaborado una nueva estrategia contra la pobreza, la cual incluye el aumento de los gastos sociales y el desarrollo agrícola, a la vez que intenta enfocarse más de cerca en las zonas más pobres, la mayoría de las cuales se encuentran en los Andes, al sur del país.

Pobreza rural y urbana por regiones naturales en el Perú (%)
| Pobreza         | Urbana | Rural | Costa | Sierra | Selva | Total |
| --------------- | ------ | ----- | ----- | ------ | ----- | ----- |
| Pobreza extrema | 9,9    | 51,3  | 5,8   | 45,6   | 39,7  | 24,4  |
| Pobreza         | 32,1   | 27,1  | 33,5  | 26,4   | 29,0  | 30,4  |
| Pobreza total   | 42,0   | 78,4  | 39,3  | 72,0   | 68,7  | 54,8  |
| Total           | 65,0   | 35,0  | 51,3  | 35,5   | 13,2  | 100,0 |

“Fuente”: INEI 
! %
! De regadío (b)
! %
! (b/a)
|-
| Costa
| 1.190
| 68 
| 736 
| 66
| 61
|-
| Sierra
| 453
| 26 
| 289 
| 26 
| 63
|-
| Selva
| 109
| 6 
| 84 
| 8 
| 77
|-
| Total
| 1.752
| 100 
| 1.109 
| 100 
| 
|}
“Fuente”: Portal Agrario (1994)

Aproximadamente el 80% de la extracción de agua en el Perú se utiliza para el riego; sin embargo, la mayor parte del agua (65%) se pierde debido a la dependencia de sistemas de riego ineficientes. Se estima que la eficiencia total del uso del agua en los sistemas de riego es aproximadamente del 35%, lo cual se considera como un mal rendimiento y se debe principalmente a los sistemas de distribución con fugas y al uso extensivo de métodos de riego por gravedad o inundación no mejorados, con una eficiencia total estimada del 50%. 
Muy pocas veces se mide el agua y las tarifas se calculan, en su mayoría, en función de las hectáreas más que del volumen de agua utilizado. El manejo inadecuado del riego unido a sistemas ineficientes de riego conducen a las prácticas generalizadas de riego, con agricultores que utilizan agua por encima de las necesidades de los cultivos y de la disponibilidad de agua.
Debido a las condiciones climáticas, la región costera depende de los sistemas de riego para el abastecimiento de agua. El agua proviene de ríos (agua superficial) de la Cordillera de los Andes y se maneja con presas, tomas y pozos. En 1997, el agua superficial abastecía al 97% de los campos por riego por gravedad (822.473 ha) y al 3% mediante riego presurizado (19.680 ha). La costa se caracteriza por esquemas de riego a gran escala que abastecen varias comunidades, donde las tierras son relativamente grandes y la agricultura es en su mayoría comercializada y dedicada a las exportaciones. 
En la sierra y en la selva, con el 97% de la disponibilidad de agua de Perú, el agua superficial abastece los campos agrícolas mediante el riego por surcos. Los sistemas de riego consisten en una red de canales abiertos, generalmente sin revestimiento, con tomas de agua rudimentarias y sistemas de distribución que abastecen a pequeñas parcelas dedicadas en su mayoría a la agricultura de subsistencia. Menos del 5% de la tierra de regadío está equipada con sistemas de riego mejorados en las parcelas.

### Conexiones con los recursos hídricos

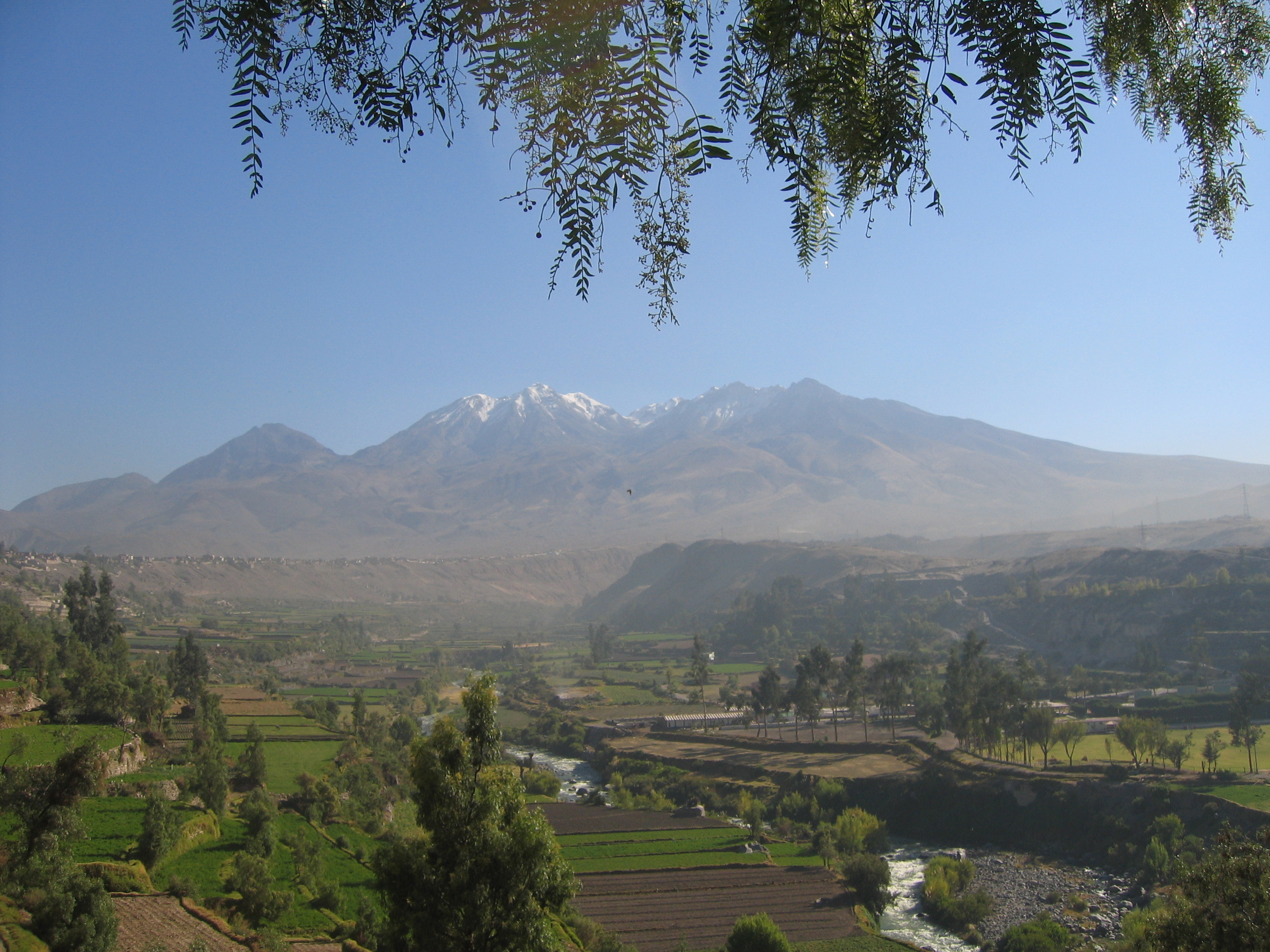
Riego en el Valle del Chili en la Región de Arequipa.

Perú tiene gran disponibilidad de recursos hídricos con aproximadamente 106 cuencas fluviales y una disponibilidad per cápita de 77.600 m³, la más alta de América Latina. Los Andes dividen al Perú en tres cuencas naturales de drenaje: (i) la cuenca del Pacífico, con 53 ríos, (ii) la cuenca del Atlántico, con 32 ríos, y (iii) la cuenca del Titicaca, con 13 ríos.
La árida cuenca del Pacífico, con 37 millones de metros cúbicos (m³) disponibles por año, contiene solo el 1,8% de los recursos hídricos de Perú. Unos 53 ríos que fluyen hacia el oeste desde los Andes hasta la costa, suministran la mayor parte del agua usada para el riego. Solo cerca tos ríos son perennes. El abastecimiento de agua irrigada durante todo el año para aproximadamente el 40% del área de regadío es poco confiable, sin ningún tipo de almacenamiento regulador. La cuenca del Atlántico contiene el 97% de toda el agua disponible 
| Cuenca fluvial | Área de superficie (1000 km²) | Disponibilidad de agua (miles de m³ anuales) | Disponibilidad de agua (m³ per cápita/año) | Cantidad de ríos |
| -------------- | ----------------------------- | -------------------------------------------- | ------------------------------------------ | ---------------- |
| Pacífico       | 279,7                         | 37.363,0                                     | 2.027,0                                    | 53               |
| Atlántico      | 958,5                         | 1.998.405,0                                  | 291.703,0                                  | 32               |
| Titicaca       | 47,0                          | 10.172,0                                     | 9.715,0                                    | 13               |
| Total          | 1.285,2                       | 245.940,0                                    | 77.534,0                                   | 98               |

“Fuente”: INEI 2007

### Impactos del riego en el medio ambiente
Los sistemas de riego ineficientes, el manejo inadecuado del riego, la deforestación y las prácticas generalizadas que utilizan agua por encima de las necesidades de los cultivos están cobrando un creciente costo medio ambiental. El riego ineficiente ha generado problemas de salinización y drenaje en 300.000 hectáreas de los valles costeros (de una superficie total de regadío de 736.000 hectáreas), poniendo en peligro la productividad de estas tierras y la calidad del abastecimiento urbano de agua de Lima. Los problemas de drenaje también afectan a 150.000 hectáreas en la selva.
La escorrentía agrícola, junto a la minería y las aguas residuales industriales, también afecta a la calidad del agua. De los 53 ríos del área costera, 16 están parcialmente contaminados con plomo, manganeso y hierro. La deforestación excesiva en las cuencas fluviales superiores debido a las prácticas agrícolas nómadas está causando problemas de erosión en la sierra, donde el 55-60% de la tierra está afectado y la cantidad de suelo transportado aguas abajo está aumentando.

## Historia del sector riego

### Tendencias pasadas y actuales en superficies agrícolas bajo riego
La agricultura en el Perú se remonta más de 5000 años, cuando la cultura Chavín construía sistemas de riego simples y redes de canales al norte de Lima. En los siglos XV y XVI, el Imperio incaico ostentaba un sistema avanzado de riego, que suministraba agua a 700.000 hectáreas de diversos cultivos en la zona costera fértil. Durante los siguientes 300 años, los colonizadores españoles modificaron el enfoque del país hacia la minería, lo que provocó una reducción de la producción agrícola a 300.000 hectáreas y el estancamiento del desarrollo de la infraestructura del riego.
El siglo XX representó un período de estancamiento agrícola, en especial durante las décadas de los años 70 y 80. En los últimos 30 años, el gobierno peruano ha invertido aproximadamente 5000 millones US$ para mejorar la infraestructura hidráulica, incluidas las presas y los sistemas de riego y drenaje, lo que produjo un aumento del territorio bajo riego, principalmente en la región costera. 
En la actualidad, aproximadamente 1,7 millones ha de los 2,6 millones totales cultivados de Perú tienen disponible algo de infraestructura de riego. Sin embargo, solo 1,2 millones ha se irrigan realmente cada año debido al pobre rendimiento de los sistemas de riego.

### Desarrollo institucional
El siglo XX comenzó con un importante desarrollo institucional en el sector riego de Perú con la creación del Cuerpo de Ingenieros de Minas y Aguas (1904) y el Servicio Hidrológico (1911). En 1914, el gobierno peruano contrató al ingeniero estadounidense Charles Shutton para asesorar sobre las obras públicas para el desarrollo del riego. Sin embargo, no fue hasta la década de los años 20 cuando se lanzaron los primeros proyectos de riego estatales a gran escala. La inversión pública en riego en 1905 correspondió al 8,7% del total, llegando al 18,62% en 1912, tendencia que continuó en las décadas de los años 20 y 30. 
Desde 1945 hasta 1948, el Gobierno aprobó el Plan Nacional de Riego y Mejoramiento del Riego. Entre 1945 y 1956, la inversión pública alcanzó niveles sin precedentes con hasta el 50% de inversión total. Las transferencias de agua del río Quinoz al intermitente río Piura en el Departamento de Piura y desde el río Chotano al río Chancay-Lambayeque en la Departamento de Lambayeque, ambas ubicadas en la parte norte de la planicie costera, son ejemplos de los proyectos implementados en ese momento y durante la década de los años 60. Entre 1950 y 1980, el 90% de la inversión en riego se dirigió a la región costera y solo el 10% al Altiplano. 
La reforma agraria de 1969 expropió todas las propiedades por encima de un determinado tamaño, generalmente 100 ha. La mayoría de los campesinos peruanos eran minifundistas independientes y, por lo tanto, continuaron trabajando sus tierras individualmente después de las reformas. La reforma agraria y la inestabilidad política contribuyeron a un escaso rendimiento de la agricultura, ya que cambiaron profundamente las relaciones de producción en el campo, interrumpieron la organización de sistemas productivos en las mejores tierras agrícolas y forzaron parte de la capacidad empresarial.
Los asociaciones informales de regantes Peruanos se vieron afectadas por la reforma agraria y la Ley General de Aguas ya que promovían un determinado modelo de asociaciones y les daba oficialidad. En 1989, el Gobierno aprobó el Decreto Supremo 037-89-AG transfirió las responsabilidades de operación y mantenimiento de los sistemas de riego a las juntas de usuarios. Esta descentralización, que se produjo especialmente en la costa, tenía como objetivo desvincular al estado, fomentar la inversión privada y estimular la independencia y la sostenibilidad financiera de las juntas de usuarios mediante el establecimiento de tarifas de agua. Sin embargo, las bajas tarifas y la poca capacidad recaudadora produjeron un apoyo financiero insuficiente para que las juntas de usuarios mantuvieran y desarrollaran los sistemas de riego. El gobierno peruano siguió siendo el mayor actor en el desarrollo del riego, que estaba concentrada en la región costera. El 76% de la inversión en la región costera entre 1978 y 1982 se concentró en los tres proyectos más importantes de riego en Majes (Región de Arequipa), Chira-Piura (Región de Piura) y Tinajones (Departamento de Lambayeque). Esta tendencia se mantuvo durante los años 90.
En 1996, el Gobierno, con el apoyo del Banco Mundial, creó el Programa Subsectorial de Irrigaciones (PSI), que, con éxito desarrolló las capacidades de las juntas de usuarios en la costa, redujo la importancia de la inversión pública en el sector, mejoró la sostenibilidad financiera de las juntas y aumentó la inversión privada en la mejora técnica de los sistemas de riego.

## Marco legal e institucional

### Marco legal
El marco constitucional de Perú establece que los recursos hídricos son propiedad exclusiva y responsabilidad administrativa del gobierno nacional. El gobierno permite el uso del agua en condiciones especiales y tras el pago correspondiente de una tarifa, aunque mantiene la propiedad y el control total.
La Ley General de Aguas 17752 de 1969 considera el agua como un producto básico agrícola y, por tanto, no reconoce otros usos del agua.
En 2003, el Gobierno aprobó la Estrategia Nacional de Riego, Resolución Ministerial Nº0498-2003-AG, que tiene como objetivo mejorar la rentabilidad y la competitividad de la agricultura de regadío (Ver Estrategia Nacional abajo). Igualmente, el Programa de Riego Tecnificado (PRT, Ley N.º 28585 y su Reglamento DS 004-2006-AG), aprobado en 2006, tiene como objetivo reparar, desarrollar y mejorar los sistemas de riego en todo Perú. 
Un proyecto de ley de Estrategia Nacional para la Gestión de los Recursos Hídricos, actualmente en fase de revisión de la Comisión Agraria, reconocerá la naturaleza multisectorial del agua y modificará el marco institucional y legal anterior, incluido el riego, para llevar a cabo una gestión integrada de los recursos hídricos.

### Marco institucional
Las reformas institucionales de la última década redujeron las tareas técnicas que eran responsabilidad del Ministerio de Agricultura (Ministerio de Agricultura MINAG) y crearon numerosas unidades ejecutivas semiautónomas y programas especiales en los ámbitos nacional, regional y local. En 2008, el gobierno peruano creó la Autoridad Nacional del Agua, organismo adscrito al MINAG, reemplazando a la Intendencia de Recursos Hídricos, que se encontraba previamente bajo el control del INRENA (Instituto Nacional de Recursos Naturales INRENA). La Autoridad Nacional del Agua (ANA) es responsable del diseño y puesta en marcha a escala nacional de las políticas sobre recursos hídricos sostenibles y riego. Téngase en cuenta que actualmente la ANA no tiene representación en el ámbito local. 
El PSI (Proyecto Programa Subsectorial de Irrigaciones), bajo control del INRENA, pretende mejorar las capacidades de gestión y técnicas de las juntas de usuarios de agua. El Programa Nacional de Manejo de Cuencas Hidrográficas y Conservación de Suelos (PRONAMACHCS), a cargo del INRENA, promueve la gestión integrada de los recursos hídricos y la conservación de las cuencas fluviales, con énfasis en el altiplano. El Instituto Nacional de Investigación Agraria estudia tecnologías innovadoras y de bajo costo para mejorar la gestión de los recursos hídricos y riego. El Servicio Nacional de Meteorología e Hidrología estudia y divulga información acerca de los eventos climáticos y su impacto en los recursos hídricos. La Administración Técnica de Riego (ATDR), bajo el control del INRENA, tiene como objetivo promover el uso sostenible del agua y resolver conflictos en el ámbito de los distritos de riego. 
El gobierno nacional continúa transfiriendo deberes a los gobiernos regionales y locales, especialmente después de la Ley de Descentralización y de la ley de 2003 que establecen los gobiernos regionales. Una de las responsabilidades más recientes de estos cuerpos consiste en la ejecución del Programa de Riego Tecnificado. Finalmente, cuatro agencias de cuencas fluviales (Jequetepeque, Chira-Piura-Chancay-Lambayeque, Chillón-Rimac-Lurín y Santa) completan los organismos involucrados en la gestión de los recursos hídricos. Esta proliferación de actores con áreas de jurisdicción distintas (regiones, distritos de riego y cuencas fluviales) se suma a la complejidad de la gestión de recursos hídricos en los ámbitos local y nacional.

### Agricultores/organizaciones y manejo del agua en las fincas
En 1989, el gobierno peruano aprobó el Decreto de las Juntas de Usuarios de Agua (DS 037-89-AG) y transfirió el manejo del riego a dichas juntas recién creadas. La mayor parte (90%) de la infraestructura de riego en las áreas costeras está administrada por 64 juntas de usuarios de agua y abarca cerca de 300.000 usuarios de agua. Las juntas son menos numerosas en Los Andes y en el Amazonas, donde organizaciones más tradicionales, los Comités de Regantes, se encargan del riego.
Las juntas de usuarios de agua son organizaciones privadas sin fines de lucro, de propiedad colectiva responsables de la operación y mantenimiento de la infraestructura de riego colectivo y de la administración de las tarifas de agua en un distrito de riego concreto.
Las juntas de usuarios de agua están compuestas por comisiones de regantes y grupos de usuarios no agricultores, que son responsables de la distribución del agua en sus subsectores de riego y deben participar financieramente en el planeamiento y mantenimiento de la infraestructura del riego colectivo. Las juntas eligen una junta directiva para administrar los recursos financieros y ejecutar los acuerdos y disposiciones de la junta de usuarios de agua. 
Las juntas de usuarios de agua se enfrentan a varios desafíos: (i) la presión creciente de los recursos hídricos debido a las demandas en pugna, (ii) la infraestructura de riego en deterioro, (iii) la falta de sostenibilidad financiera, (iv) la carencia de capacidad técnica para el manejo del riego y (v) el papel ambiguo de las juntas, de las comisiones y de los comités entre sí y con el Gobierno.

## Estrategia del gobierno para el sector de riego
En 2003, el gobierno peruano aprobó la Resolución Ministerial N.º 0498-2003-AG de Política y Estrategia Nacional de Riego en el Perú. La estrategia fue preparada por la comisión técnica multisectorial, formada por los representantes de los ministerios de Agricultura, de Vivienda, Construcción y Saneamiento, de Economía y Hacienda, y la Asociación Nacional de Usuarios de Riego.
La Estrategia busca aumentar la rentabilidad y competitividad de la agricultura de regadío, mediante el uso sostenible de la tierra y el uso eficiente del agua. Uno de los principales objetivos de esta estrategia es clarificar los roles y las responsabilidades institucionales, entre ellas la creación de una Autoridad Nacional del Agua (recientemente creada), además del establecimiento de una red para que las autoridades de las cuencas fluviales y los gobiernos regionales y municipales colaboren en el manejo del agua.
La estrategia también tiene como objetivo aumentar la eficiencia en el uso del agua a través de la rehabilitación y modernización de la infraestructura de riego y la mejora de su operación y mantenimiento; promover el uso equitativo y sostenible del agua mediante el mejoramiento técnico de las infraestructuras de riego y drenaje; desarrollar juntas de usuarios de riego que sean técnica y financieramente independientes y responsables de la operación y mantenimiento de la infraestructura de riego; y aumentar la inversión de los agricultores en infraestructura de riego al regularizar los derechos sobre el agua, teniendo en cuenta la disponibilidad del agua y el uso eficiente de ésta.

## Tarifa del agua y recuperación de costos
Las juntas de usuarios de agua están a cargo del cobro de las tarifas del agua. Solo el 50% de las juntas son financiera y técnicamente independientes. El resto está en proceso o necesitan ayuda para lograr la sostenibilidad financiera y técnica. Las tarifas fluctúan entre los 20-30 US$ por ha y las tasas de cobro varían entre el 10% en el Amazonas y el 68% en la región de la costa.
La mayor parte de los ingresos por tarifas (83%) financia las actividades de las juntas de usuarios de riego. Los rendimientos restantes están destinados a cubrir los gastos de operación y mantenimiento (8%) y a sustentar la autoridad de aguas regional, ATDR (8%). En 2006, el gobierno peruano aprobó el DS 054-2006-AG, por el cual el 2% del componente de las tarifas de agua destinado a financiar las juntas de usuarios de agua (86% del total de la tarifa), ahora financiará el recientemente creado Fondo Nacional de Agua (FONAGUA). El FONAGUA, un cuerpo multisectorial, pretende promover el manejo integrado del uso del agua en el Perú.

## Inversión y financiación
De acuerdo con el MINAG, el costo de infraestructura de riego menor y mayor en el Perú es un 11% y un 48%, respectivamente, mayor que el promedio mundial. La descentralización, junto con el desarrollo de las instituciones de gestión de los recursos hídricos y riego, creó numerosas entidades responsables de las inversiones en riego en los ámbitos nacional, regional y local. El gobierno nacional ha estado invirtiendo en infraestructuras de riego mayores, ubicadas principalmente en la región costera aunque planea ampliar sus esfuerzos también al Altiplano. Según datos de 2000, el gobierno nacional invirtió 3.468 millones US$ para desarrollar esquemas de riego en diez proyectos costeros. 
La infraestructura de riego menor está financiada por el gobierno nacional en colaboración con los beneficiarios mediante un sistema de costos compartidos. Desde la creación del Programa de Riego Tecnificado (bajo el control de PSI), las juntas de usuarios de agua financieramente sostenibles han mejorado 5.282 ha de infraestructura de riego, lo que beneficia a 1.085 productores, reuniendo 5,5 millones US$ de un proyecto de 13,6 millones US$. Las ONG, las cajas municipales de ahorro y crédito y las cooperativas de ahorro y crédito que operan en casi todos los departamentos del país también están brindando productos diseñados específicamente para servir a los productores agrícolas de Perú, entre ellos préstamos para mejorar microempresas agrícolas y la infraestructura de riego.

## Posibles impactos del cambio climático en la agricultura de regadío

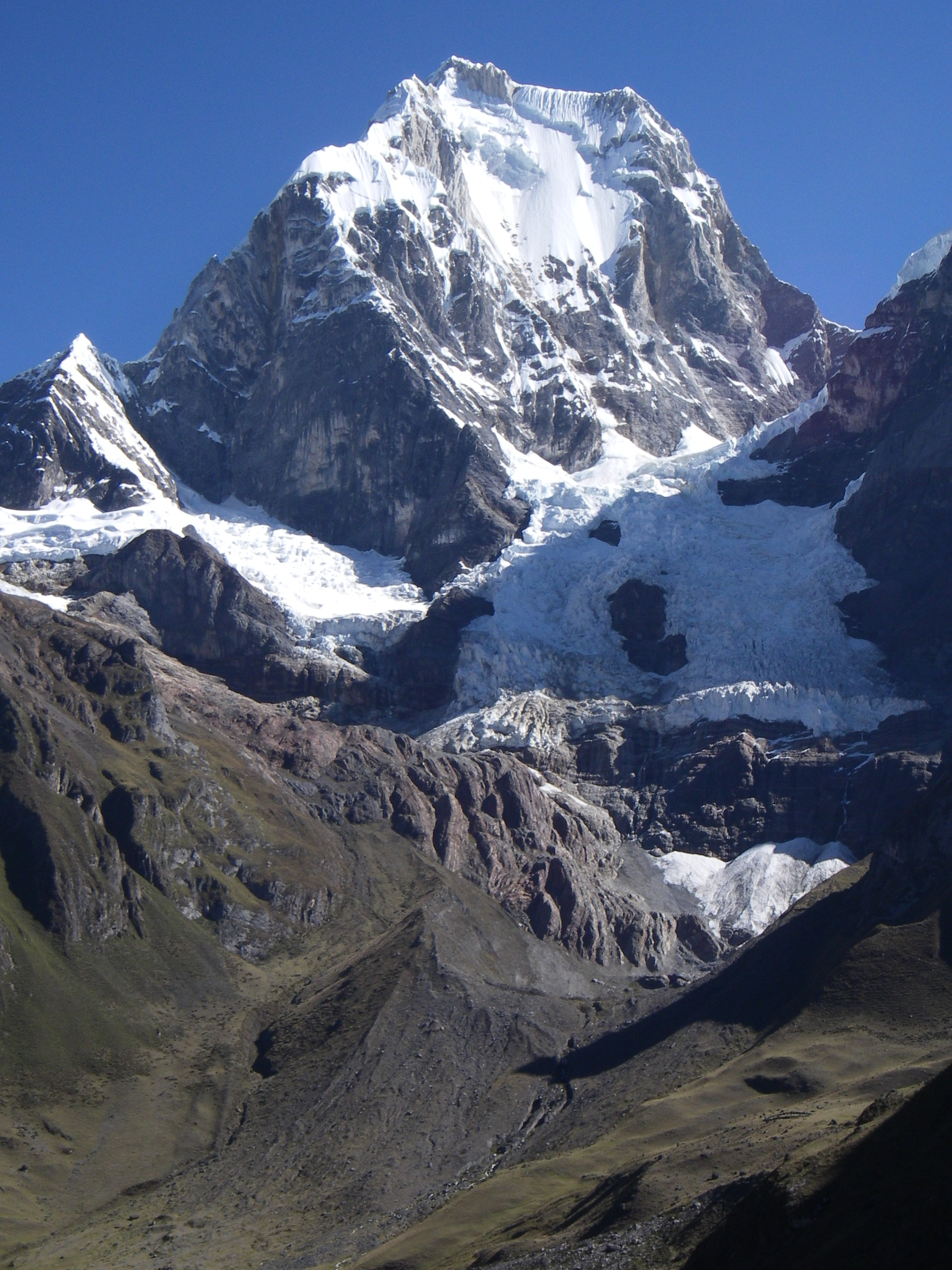
Yerupajá.

Los efectos del cambio climático en el Perú pueden verse en las condiciones atmosféricas más extremas tales como sequías e inundaciones, Oscilación del Sur El Niño, y el retroceso de los glaciares andinos. Es probable que los impactos del calentamiento global y del clima extremo combinados afecten gravemente a la hidrología, disminuyendo el flujo de agua disponible para el riego río abajo en la región costera y alterando la productividad del cultivo. La Comunidad Andina (CAN) estima que el cambio climático causará pérdidas por valor de 30.000 millones US$ o el 4,5% del PIB anual a partir de 2025.
El Niño golpea a Perú cada siete años aproximadamente, produciendo daños económicos y ambientales y pérdidas de vidas. En 1997-1998, El Niño causó 2.000 millones US$ en daños. El cambio climático está aumentando la gravedad de ésta y otras tormentas, aumentando la vulnerabilidad de los pobres de Perú y dañando las infraestructuras de riego con tecnología simple y los cultivos agrícolas. En las montañas, la deforestación y la agricultura de tala y quema aumentan la erosión y el riesgo de deslizamientos de tierras. Estos efectos se sienten en su fuente y río abajo e incluyen daños en los cultivos, los recursos hídricos y el riego.
Perú contiene aproximadamente el 71% de los glaciares tropicales del mundo. Algunos de los ríos perennes de Perú están alimentados por glaciares que están desapareciendo rápidamente debido al cambio climático. Desde 1980, los glaciares peruanos han perdido un 22% de su superficie (500 km²), el equivalente a 7000 millones de metros cúbicos de agua (cerca de diez años de suministro de agua para Lima). El retroceso de los glaciares de los Andes tiene repercusiones importantes en los recursos hídricos de Perú, entre ellas, la producción de riego y la generación hidroeléctrica. Esta tendencia continuará, y se cree que el aumento de la escorrentía provocará en el Perú un grave estrés hídrico durante los próximos 20 años. Se predice que el suministro de agua de Perú disminuirá radicalmente entre 2030 y 2050. (Véase Impacts of Glacier Retreat in the Andes:Documentary)

## Cooperación externa
En 1997, el Banco Mundial contribuyó con 85 millones US$, de un total de 172,4 millones US$, en el Proyecto Subsectorial de Irrigaciones. Los objetivos del PSI eran (i) aumentar el uso eficiente del agua a través de la rehabilitación y modernización de la infraestructura de riego, (ii) el fortalecimiento institucional de las juntas de usuarios de agua y (iii) modernizar los sistemas de riego tecnificado. En 2005, el Banco Mundial aumentó su participación en el PSI II, invirtiendo 10,26 millones US$ de un proyecto de 22 millones US$ dirigido a mejorar los sistemas de riego en la costa. En 2007, el Banco Mundial aprobó el PSI III, ampliando así la ayuda técnica y financiera a la sierra. 
En junio de 2007, el Banco Interamericano de Desarrollo (BID) aprobó 200 millones US$ para un programa de reforma de los recursos hídricos (PRRH) que incluiría las estructuras de riego y reformas institucionales y legales. En agosto de 2007, el BID aprobó 5 millones US$ adicionales para apoyar los esfuerzos de desarrollo de la capacidad contenidos en el PRRH. El BID también está implementando un plan de manejo de los recursos hídricos para las cuencas de los ríos peruanos Maschón y Chonta. El objetivo de esta subvención de 1,2 millones US$ es definir las medidas adecuadas para mejorar la gestión integrada de los recursos hídricos.

## Anexo 1: Lecciones aprendidas del modelo peruano
El PSI (Proyecto Subsectorial de Irrigaciones) está dando resultados positivos en la costa, combinando la ayuda financiera y el desarrollo de capacidad con la regularización de los derechos sobre el agua. El modelo se está extendiendo a la sierra.
El gobierno y las juntas de usuarios de agua comparten responsabilidades en la inversión de mejoras en la infraestructura de riego a través de un sistema de costos compartidos. El sistema de costos compartidos anima a las juntas de usuarios de agua a aumentar las tarifas y las tasas de cobro para elevar el porcentaje de la inversión total (15% para las inversiones grandes y 35% para las inversiones en fincas) lo que permitiría que el gobierno financie el resto del proyecto. Desde su puesta en práctica, 63.730 productores que pertenecían a 19 juntas de usuarios de agua han mejorado la infraestructura de riego de 197.150 ha a lo largo de la costa, aportando el 14% de la inversión total. Las juntas de usuarios de agua también han mejorado técnicamente 5.282 ha de infraestructura de riego en la tierra, beneficiando a 1.085 productores al reunir 5,5 millones US$ de los 13,6 millones US$.
La rehabilitación y la modernización de las infraestructuras se complementan con la mejora de la gestión de esquemas de riego para asegurar el uso eficaz y sostenible de los sistemas de riego. El aspecto del desarrollo de capacidad del modelo peruano incluye el fortalecimiento de los requisitos de operación y mantenimiento de los sistemas y la mejora del rendimiento financiero mediante una medición volumétrica aumentada, una estructura de tarifas y tasas de cobro. La mejora en el rendimiento financiero de las juntas de usuarios de agua está ligada a los crecientes ingresos agrícolas y, por lo tanto, a la capacidad de los agricultores para contribuir a los gastos de operación y mantenimiento, así como también a las inversiones en la mejora del riego.
Además, el MINAG comenzó un Proyecto Especial de Titulación de Tierras y Catastro Rural (PETTCR) en 1992 para combatir la incertidumbre sobre los derechos de propiedad y la atomización de la estructura agraria. La implantación del PETTCR ha aumentado el número de tierras agrícolas registradas del 7% al 81% en 2005. El PETTCR incluye una regularización agresiva de los derechos sobre el agua basada en la disponibilidad del agua. Es probable que la seguridad del agua proporcionada por los derechos sobre el agua formalizados anime a los agricultores a invertir en sus sistemas agrícolas: por ejemplo, en tecnologías mejoradas de riego en fincas o en la conversión hacia cultivos de mayor valor.